# Motacilídeos
Motacilídeos (Motacillidae) é a família de aves passeriformes que inclui as petinhas, os caminheiros e as alvéolas. O grupo conta com cerca de 58 espécies, classificadas em cinco géneros. Os motacilíneos têm distribuição mundial mas a maior parte das formas está confinada à Europa, Ásia e África. No Brasil ocorrem apenas cinco espécies de caminheiro pertencentes ao género Anthus. O grupo ocupa uma grande diversidade de habitats, incluindo tundra, savana, campos de dunas, regiões costeiras arenosas e rochosas, campos agrícolas e áreas urbanas. Durante períodos de migração podem ser avistados nos Himalaias até aos 6000 m de altitude. O grupo por vezes é considerado com uma subfamília, Motacillinae, integrada na família Passeridae.
Os motacilíneos são aves de pequeno a médio porte que medem entre 14 a 21 cm de comprimento e pesam entre 12 a 50 g. São caracterizados pela cauda relativamente comprida e por patas e garras longas. O bico é fino e comprido, com uma ligeira bossa acima das narinas. Tirando algumas excepções, os motacilídeos têm plumagem uniforme, em tons esverdeados e acastanhados, que torna difícil a sua identificação no campo. 
Na época de reprodução os motacilíneos formam casais monogâmicos que partilham as tarefas de construção do ninho, incubação e cuidados parentais às crias. Estas aves alimentam-se sobretudo de insectos e, em menos escala, de sementes e bagas. 

## Géneros
- Anthus – petinhas e caminheiros
- Dendronanthus
- Macronyx – unha-longas
- Motacilla – alvéolas
- Tmetothylacus
- Madanga
- Amaurocichla